# Farnbach (Große Taffa)
Der Farnbach ist ein rechter Zubringer zur Großen Taffa bei Irnfritz-Messern in Niederösterreich.
Der in der Wild nordwestlich von Dietmannsdorf entspringende Bach nimmt südöstlich von Dietmannsdorf den von rechts zufließenden, deutlich größeren Augraben auf, treibt vor Grub zwei Mühlen an und durchfließt danach Grub, wo rechtsseitig der Wehrbach einmündet. Schließlich ergießt er sich südöstlich von Sitzendorf in die Große Taffa. Sein Einzugsgebiet umfasst 17,5 km² in teilweise bewaldeter Landschaft.